# ウード2世 (ブルゴーニュ公)
ウード2世（フランス語：Eudes II, 1118年 - 1162年6月27日または9月27日）は、ブルゴーニュ公（在位：1143年 - 1162年）。ユーグ2世と公妃マティルデの長男。
シャンパーニュ伯ティボー2世（ブロワ伯ティボー4世）の娘マリーと結婚し、以下の3子をもうけた。
- アリックス（1146年 - 1209年） - 1164年にブルボン領主アルシャンボー7世の息子アルシャンボー（1169年没）と結婚[1]
- ユーグ3世（1148年 - 1192年） - ブルゴーニュ公（1162年 - 1192年）[1]
- マオー（? - 1202年） - オーヴェルニュ伯ロベール4世と結婚[1]